# 福山醸造
福山醸造株式会社（ふくやまじょうぞう）は、札幌市東区にある味噌・醤油の製造販売を行う企業である。

## 沿革
福山醸造の前身は福井県の船問屋（回船問屋）であり、日本国内を巡って各地の産物で商売を行っていた。その中で、北海道が大豆の産地であったことが決め手となり、1891年（明治24年）に札幌で醤油醸造業「福山商店」を開業した。大正時代になると味噌の製造を始めて経営規模を拡大し、1918年（大正7年）には苗穂に工場を建設した。その後、味噌の製造拠点を旭川に移している。
- 1943年（昭和18年）：「福山食糧工業」に改組。
- 1951年（昭和26年）：「トモエ醤油」と改称。
- 1955年（昭和30年）：「福山醸造」と改称。
- 1972年（昭和47年）：味噌の製造を「北海道味噌」に移管。
- 1974年（昭和49年）：醤油の製造を「北海道醤油」に移管。
- 1990年（平成02年）：現在地に本社移転。
- 1991年（平成03年）：創業100周年。
- 2003年（平成15年）：「ISO 9001:2008」認証取得。
- 2004年（平成16年）：醤油工場が「札幌苗穂地区の工場・記念館群」として「北海道遺産」選定[2]。
- 2007年（平成19年）：醤油工場が「札幌市の醤油醸造関連遺産」として「近代化産業遺産」認定[3]。
- 2014年（平成26年）：本社社屋に直売所（現在のトモエ醤油味噌本店）オープン。
- 2020年（令和2年）：米麹を用いた新商品開発を行う新ブランド「ヤマト福山商店」を設立、美容用品やスイーツなどを展開[4]。

## 事業所
- 本社 - 札幌市東区苗穂町2丁目4-1
- 大阪支店 - 兵庫県西宮市下大市東町34-16
- 製造工場
  - 北海道醤油 - 札幌市東区苗穂町2丁目3-1
  - 北海道味噌 - 北海道旭川市豊岡3条9丁目

## 商品
「北海道産丸大豆しょうゆ」「道産素材北海道丸大豆醤油」は「道産食品独自認証制度」（きらりっぷ）認証品になっている。
田舎味噌と日高昆布醤油は創業当時から一貫して主力商品である。
しょうゆ
- 道民の醤油
- 日高昆布しょうゆ
- 北海道こだわりシリーズ しょうゆ

みそ
- 道民の味噌
- 田舎みそ
- 北海道こだわりシリーズ みそ

その他
- だし
- おかずみそ・浅漬けの素・こうじ
- 業務用

## 関連会社
- 福山倉庫[6]